# Movimiento rectilíneo
El movimiento rectilíneo es la trayectoria que describe el movimiento en una línea recta. Algunos tipos notables de movimiento rectilíneo son los siguientes:
- Movimiento rectilíneo uniforme: cuando la velocidad de movimiento de un lugar a otro es constante.
- Movimiento rectilíneo uniformemente acelerado: cuando la aceleración es constante.
- Movimiento armónico simple unidimensional: cuando la aceleración es directamente proporcional a la elongación (distancia a la posición de equilibrio) y está siempre dirigida hacia la posición de equilibrio.

La velocidad tiene dirección constante (aunque pueda tener en algunos casos aceleración), además hay fuerza y aceleración, estas son siempre paralelas a la velocidad. Esto permite tratar el movimiento rectilíneo mediante ecuaciones escalares, sin necesidad de usar el formalismo de vectores.

## Movimiento rectilíneo en mecánica clásica
En el movimiento rectilíneo, la trayectoria que describe el móvil es una línea recta. Eso permite un tratamiento más simple del problema, ya que al ser constante la dirección puede plantearse el problema del movimiento mediante funciones escalares de una sola variable. La ecuación básica del movimiento rectilíneo resulta ser:

{\displaystyle m{\frac {\mathrm {d} ^{2}x(t)}{\mathrm {d} t^{2}}}=F(t,x(t))}

Algunos tipos notables de movimiento rectilíneo son:
- Movimiento rectilíneo uniforme: cuando la velocidad es constante {\displaystyle F(t,x)=0\,}.
- Movimiento rectilíneo uniformemente acelerado: cuando la aceleración es constante {\displaystyle F(t,x)=F_{0}\in \mathbb {R} }.
- Movimiento armónico unidimensional: oscilación sinusoidal alrededor de un punto de equilibrio {\displaystyle F(t,x)=-kx}.
- Movimiento rectilíneo autónomo.

Un sistema con movimiento rectilíneo se denomina autónomo si {\displaystyle F(t,x)=\phi (x)\,}, es decir, si no existe dependencia explícita del tiempo. Para un sistema autónomo puede definirse una función energía que es una constante del movimiento. Además la ecuación del movimiento puede obtenerse mediante simples cuadraturas.

### Ecuaciones del movimiento
La trayectoria de una partícula es rectilínea cuando su aceleración es nula (sin serlo la velocidad) o cuando su aceleración no tiene componente normal a la velocidad. El movimiento rectilíneo es, pues, un caso particular del movimiento general en el espacio, pero debido a la abundancia de problemas y situaciones en que lo encontraremos, le dedicaremos una atención especial. Puesto que los vectores {\displaystyle \mathbf {v} \,} y {\displaystyle \mathbf {a} \,} están dirigidos a lo largo de la trayectoria, será conveniente escoger el origen O sobre ella de modo que el vector de posición {\displaystyle \mathbf {r} \,}
también estará situado sobre ella. Entonces, al ser paralelos entre sí todos los vectores que nos describen el movimiento de la partícula podemos prescindir de la notación vectorial. 
Si tomamos el eje x en la dirección de la trayectoria y especificamos una cierta dirección como positiva, las ecuaciones de definición de la velocidad y de la aceleración se reducen a la componente x, o sea

{\displaystyle v={\frac {dx}{dt}}\qquad \qquad a={\frac {dv}{dt}}={\frac {d^{2}x}{dt^{2}}}}

de modo que, si conocemos {\displaystyle x=x(t)\,} podemos obtener la velocidad y la aceleración de la partícula, es decir, {\displaystyle v=v(t)\,} y {\displaystyle a=a(t)\,}, mediante dos derivaciones sucesivas. En algunos casos conoceremos {\displaystyle a=a(t)\,} y, entonces, por integración (y conociendo las condiciones iniciales {\displaystyle v_{0}\,} y {\displaystyle x_{0}\,}) podemos obtener {\displaystyle v=v(t)\,} y {\displaystyle x=x(t)\,}. 
Podemos encontrar otra relación cinemática importante aplicando a la definición de la aceleración la regla de derivación de una función de función. Así, obtenemos la expresión

{\displaystyle a={\frac {dv}{dt}}={\frac {dv}{dx}}\,{\frac {dx}{dt}}=v{\frac {dv}{dx}}}

que nos resultará de gran utilidad cuando conozcamos {\displaystyle a=a(x)\,} o {\displaystyle v=v(x)\,}. 
En la Tabla presentamos el modo de abordar diversos problemas de movimiento rectilíneo.

### Movimiento rectilíneo uniformemente acelerado
Las expresiones anteriores aplicadas al movimiento rectilíneo uniformemente acelerado (a=cte) nos llevan a las bien conocidas relaciones

{\displaystyle v=v_{0}+at\qquad \qquad x=x_{0}+v_{0}t+{\frac {1}{2}}at^{2}\qquad \qquad v^{2}=v_{0}^{2}+2a(x-x_{0})}

que se reducen a 

{\displaystyle x=x_{0}+vt\,}

para el movimiento rectilíneo uniforme (a=0, v=cte).
Expresiones para el movimiento rectilíneo uniforme
| Conocemos                | Se aplica la derivada         | Se obtiene la integral                        | Es decir                 |
| ------------------------ | ----------------------------- | --------------------------------------------- | ------------------------ |
| {\displaystyle \ a=a(t)} | {\displaystyle \ dv=a\ dt}    | {\displaystyle \ v=v_{0}+\int a\ dt}          | {\displaystyle \ v=v(t)} |
| {\displaystyle \ v=v(t)} | {\displaystyle \ dx=v\ dt}    | {\displaystyle \ x=x_{0}+\int v\ dt}          | {\displaystyle \ x=x(t)} |
| {\displaystyle \ a=a(x)} | {\displaystyle \ v\ dv=a\ dx} | {\displaystyle \ v^{2}=v_{0}^{2}+2\int a\ dx} | {\displaystyle \ v=v(x)} |
| {\displaystyle \ v=v(x)} | {\displaystyle \ dt=dx/v}     | {\displaystyle \ t=t_{0}+\int dx/v}           | {\displaystyle \ t=t(x)} |
| {\displaystyle \ a=a(v)} | {\displaystyle \ dx=v.dv/a}   | {\displaystyle \ x=x_{0}+\int v\ dv/a}        | {\displaystyle \ x=x(v)} |
| {\displaystyle \ a=a(v)} | {\displaystyle \ dt=dv/a}     | {\displaystyle \ t=t_{0}+\int dv/a}           | {\displaystyle \ t=t(v)} |

### Movimiento rectilíneo conservativo
Para el caso de un sistema que ejecuta un movimiento rectilíneo autónomo:

{\displaystyle m{\frac {\mathrm {d} ^{2}x}{\mathrm {d} t^{2}}}=F(x)}

La energía del sistema es una integral de movimiento dada por:

{\displaystyle E_{0}={\frac {m}{2}}\left({\frac {\mathrm {d} x}{\mathrm {d} t}}\right)^{2}+V(x),\qquad {\mbox{con}}\quad V(x)=-\int _{x_{0}}^{x}F({\bar {x}})\ \mathrm {d} {\bar {x}}}

La posición en términos del tiempo puede obtenerse a partir de la siguiente cuadratura:

{\displaystyle t=x_{0}+\left({\frac {m}{2}}\right)^{1/2}\int _{0}^{x(t)}{\frac {\mathrm {d} x}{\sqrt {E_{0}-V(x)}}}=x_{0}+\int _{0}^{x(t)}{\frac {dx}{\sqrt {v_{0}^{2}+2(V(x_{0})-V(x))/m}}}}

Siendo la posición y la velocidad iniciales {\displaystyle x(0)=x_{0},{\dot {x}}(0)=v_{0}}.

### Movimiento armónico

Movimiento armónico simple, mostrado en el espacio real y en el espacio físico. Las órbita es periódica.

El movimiento armónico simple es un caso particular de sistema rectilíneo conservativo en el que la cuadratura anterior puede realizarse sin problemas y puede incluso despejarse fácilmente la posición respecto al tiempo:

{\displaystyle x(t)=x_{0}\cos(\omega t)+{\frac {v_{0}}{\omega }}\sin(\omega t)=A\sin(\omega t+\phi )}

donde:
{\displaystyle \omega ={\sqrt {k/m}}} es la frecuencia angular del movimiento.
{\displaystyle A={\sqrt {x_{0}^{2}+v_{0}^{2}/\omega ^{2}}}} es la amplitud del movimiento.
{\displaystyle \phi =\arctan(\omega x_{0}/v_{0})\,} es la fase inicial.

## Movimiento rectilíneo en mecánica relativista
En el caso relativista las ecuaciones del movimiento son algo más complejas que en el caso newtoniano clásico. La relación entre la fuerza y la velocidad en el movimiento rectilíneo viene dada por:

{\displaystyle F={\frac {ma}{(1-v^{2}/c^{2})^{3/2}}}}

La velocidad viene dada en función de la fuerza por:

{\displaystyle v(t)={\frac {\beta (t)c}{\sqrt {\beta (t)^{2}+c^{2}}}},\qquad \beta (t):={\frac {v_{0}}{\sqrt {1-v_{0}^{2}/c^{2}}}}+\int _{0}^{t}{\frac {F(\tau )}{m}}d\tau }

### Fuerza constante
El movimiento rectilíneo relativista bajo una fuerza constante en la teoría de la relatividad es un movimiento progresivamente desacelerado, en que la velocidad límite viene dada por la velocidad de la luz. Si el cuerpo parte del resposo la evolución de la velocidad y la distancia recorrida son:

{\displaystyle v(t)=c{\frac {Ft}{\sqrt {F^{2}t^{2}+m^{2}c^{2}}}}\qquad x(t)=c\left({\sqrt {t^{2}+{\frac {m^{2}c^{2}}{F^{2}}}}}-{\frac {mc}{F}}\right)}

### Sistemas conservativos
La ecuación de movimiento para un sistema relativista que ejecuta un movimiento rectilíneo es de la forma general:

{\displaystyle {\frac {\mathrm {d} p(t)}{\mathrm {d} t}}={\frac {\mathrm {d} }{\mathrm {d} t}}\left({\frac {{\dot {x}}(t)}{\sqrt {1-{\cfrac {{\dot {x}}^{2}}{c^{2}}}}}}\right)=F(x(t),t)}

El sistema se llama conservativo si las fuerzas satisfacen {\displaystyle F(x,t)={\tilde {F}}(x)}, y en ese caso al igual que sucede en mecánica newtoniana existe una integral de movimiento, que se identifica con la energía total que viene dada por:

{\displaystyle E_{0}={\frac {mc^{2}}{\sqrt {1-{\cfrac {{\dot {x}}^{2}}{c^{2}}}}}}-\int _{x_{0}}^{x}{\tilde {F}}({\bar {x}})\ \mathrm {d} {\bar {x}}=T({\dot {x}})+V(x)}

donde el primer término T representa la energía cinética de la partícula y el segundo V(x) la energía potencial, asociado a las fuerzas conservativa {\displaystyle {\tilde {F}}(x)}. Al igual que en el caso clásico esta forma puede usarse para escribir la expresión de la trayectoria usado solo cuadraturas (ver #Movimiento rectilíneo conservativo).

### Movimiento armónico
El problema del oscilador en mecánica relativista no admite una solución analítica simple debido a que la ecuación del movimiento implica integrar la siguiente ecuación:

{\displaystyle {\frac {\mathrm {d} ^{2}x}{\mathrm {d} t^{2}}}\left[1-\left({\frac {1}{c}}{\frac {\mathrm {d} x}{\mathrm {d} t}}\right)^{2}\right]^{-3/2}=-{\frac {k}{m}}x}

Sin embargo, puede una solución aproximada con las condiciones de contorno {\displaystyle x(0)=0,{\dot {x}}(0)=v_{0}} dada por:

{\displaystyle x(t)={\frac {c}{\omega _{2}(B)}}\arcsin \left({\frac {v_{0}}{c}}\sin(\omega _{2}t)\right)}

donde:
{\displaystyle B=v_{0}/{\sqrt {c^{2}-v_{0}^{2}}}}
{\displaystyle \omega _{2}(B)=\omega {\sqrt {\frac {(256+312B^{2}+83B^{4}){\sqrt {4+3B^{2}}}}{512+1008B^{2}+620B^{4}+114B^{6}}}}}

## Movimiento rectilíneo en mecánica cuántica
En mecánica cuántica no se puede hablar de trayectorias, ya que la posición de la partícula no puede determinarse con precisión arbitraria para cada instante. Sin embargo, existen algunos sistemas cuánticos con características similares a los movimientos rectilíneos de la mecánica clásica, si las fuerzas que provocan el movimiento rectilíneo son conservativas el equivalente cuántico para una partícula (no relativista y sin espín) viene dado por:

{\displaystyle -{\frac {\hbar ^{2}}{2m}}{\frac {\partial ^{2}\Psi (x,t)}{\partial x^{2}}}+V(x)\Psi (x,t)=i\hbar {\frac {\partial \Psi (x,t)}{\partial t}}}

Donde:
{\displaystyle \hbar \,} es la constante de Planck racionalizada.
{\displaystyle m\,} es la masa de la partícula.
{\displaystyle \Psi (x,t)\,} es la función de onda que describe la partícula en el instante t.
{\displaystyle V(x)\,} es el potencial asociado a las fuerzas actuantes.
{\displaystyle i={\sqrt {-1}}} es la unidad imaginaria.
Las soluciones de la ecuación anterior se pueden reescribir como:

{\displaystyle \Psi (x,t)=\sum _{n}A_{n}\psi _{E_{n}}(x)e^{iE_{n}t/\hbar }+\int _{V_{L}}^{\infty }A(E)\psi _{E}(x)e^{-Et/\hbar }\ dE}

El sumatorio del segundo miembro representa los estados ligados del potencial, mientras que la integral representa a los estados de colisión o estados no ligados del potencial y donde El valor {\displaystyle \scriptstyle V_{L}=\min(V_{-},V_{+})} depende de los valores del potencial en {\displaystyle \scriptstyle \pm \infty } (ver a continuación) y las funciones {\displaystyle \scriptstyle \psi _{n}(x),\psi _{E}(x)} son soluciones de la siguiente ecuación diferencial:

{\displaystyle -{\frac {\hbar ^{2}}{2m}}{\frac {\partial ^{2}\psi (x)}{\partial x^{2}}}+V(x)\psi (x)=E\psi (x)}

Los estados pueden clasificarse en ligados o no ligados en función de los siguientes valores del potencial:

{\displaystyle V_{+}=\lim _{x\to +\infty }V(x),\quad V_{-}=\lim _{x\to -\infty }V(x),\quad V_{0}=\inf V(x)}

De la siguiente manera:
1. Si {\displaystyle \scriptstyle V_{0}<E<\min(V_{-},V_{+})} el estado es ligado, y para partículas sin espín es un estado no degenerado, y el valor de E pertenece al espectro puntual del hamiltoniano cuántico, existiendo un número finito o infinito numerable de posibles estados en esta situación.
2. Si {\displaystyle \scriptstyle \min(V_{-},V_{+})\leq E<\max(V_{-},V_{+})} el estado es no ligado y no degenerado, el valor de E pertenece al espectro continuo del hamiltoniano.
3. Si {\displaystyle \scriptstyle \max(V_{-},V_{+})\leq E} el estado es no ligado y doblemente degenerado, el valor de E pertenece al espectro continuo del hamiltoniano.

### Fuerza constante
Una partícula de masa m sin espín sometida a una fuerza constante puede representarse como una ecuación del tipo anterior con:

{\displaystyle V(x)=-Fx,\qquad V_{-}=-\infty ,\quad V_{+}=+\infty ,\quad V_{L}=-\infty }

Por tanto de acuerdo con las reglas del final de la última sección el hamiltoniano tiene espectro continuo formado por estados no degenerados. Más concretamente cualquier estado puede representarse como "combinación continua" de la siguiente forma:

{\displaystyle \Psi (x,t)=\left({\frac {m}{\hbar ^{2}F^{2}}}\right)^{1/3}\int _{-\infty }^{+\infty }A(E)\ {\hat {\psi }}(x;E)e^{-iEt/\hbar }\ dE}

Donde:
{\displaystyle A(E)\,}, es una función de amplitud que debe escogerse para satisfacer las condiciones de localización inicial de la partícula.
{\displaystyle {\hat {\psi }}(x;E)=\psi _{E}(x)=N_{E}\mathrm {Ai} \left[\left({\frac {2m}{\hbar ^{2}F}}\right)^{1/3}(Fx+E)\right]}
es una solución del siguiente problema estacionario:

{\displaystyle -{\frac {\hbar ^{2}}{2m}}{\frac {\partial ^{2}\psi _{E}}{\partial x^{2}}}-xF\psi _{E}(x)=E\psi _{E}(x),\qquad \psi _{E}(x):={\hat {\psi }}(x;E)}

### Oscilador armónico

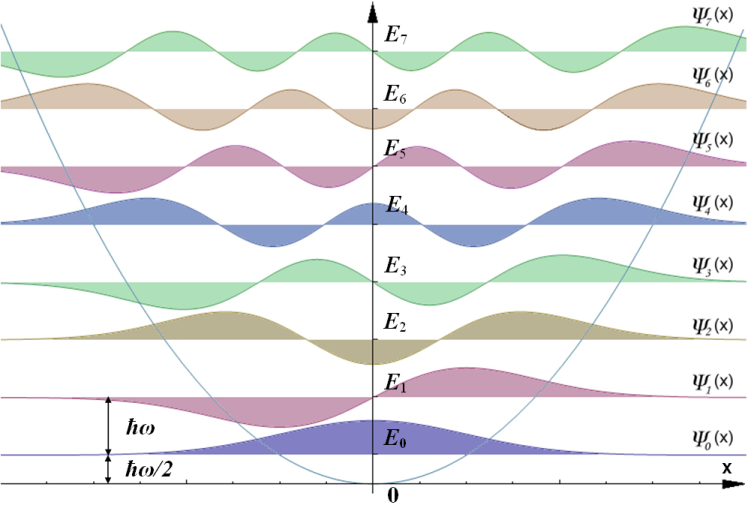
Funciones de onda para los ocho primeros autoestados,. El eje horizontal muestra la posición y en unidades (h/2πmω)^{1/2}. Las gráficas están sin normalizar.

Una partícula de masa m sin espín sometida a un potencial cuadrático ejecuta en mecánica clásica un movimiento armónico simple, el equivalente cuántico de este movimiento, es el de una partícula sometida al potencial:

{\displaystyle V(x)={\frac {m\omega ^{2}x^{2}}{2}},\qquad V_{-}=+\infty ,\quad V_{+}=+\infty ,\quad V_{L}=0}

Por lo que por lo expuesto anteriormente el espectro de posibles energías de la partícula será puramente puntual (es decir, será una combinación de funciones de varios niveles energéticos separados). Los posibles valores de la energía son:

{\displaystyle E_{n}=\hbar \omega \left(n+{\frac {1}{2}}\right)}

y las funciones de onda asociadas son:

{\displaystyle \psi _{n}(x)={\sqrt {\frac {1}{2^{n}\,n!}}}\left({\frac {m\omega }{\pi \hbar }}\right)^{1/4}e^{\left(-{\frac {m\omega x^{2}}{2\hbar }}\right)}H_{n}\left({\sqrt {\frac {m\omega }{\hbar }}}x\right),\qquad H_{n}(x)=(-1)^{n}e^{x^{2}}{\frac {d^{n}}{dx^{n}}}e^{-x^{2}}}

donde {\displaystyle \scriptstyle H_{n}} son los  polinomios de Hermite.